# 와디드
와디드(본명: 김배인, 1997년 5월 25일 ~ )는 대한민국의 전직 리그 오브 레전드 프로게이머이다. 게임 해설가로도 활동했다. 아이디는 WADID, 포지션은 서포터였다. 

## 선수 시절
2016년 5월, 라이징 스타 게이밍에 입단하면서 프로 커리어를 시작했다.
2016년 9월, 스베누 코리아에 입단했다.
2017시즌을 앞두고 팀 로캣에 입단했다. 스프링 시즌 초반에는 좋지 못한 모습을 보여주었다. 하지만 중반부터는 팀의 상승세에 기여했다. 2017 서머 시즌에서는 무난한 모습을 보여주었으나 팀의 하락세는 막지 못했다. 하지만 잔류에는 성공했다.
2018시즌을 앞두고 G2 e스포츠에 입단했다. 2018 스프링 시즌에는 무난한 모습을 보여주면서 팀의 준우승에 기여했다. 서머 시즌에서도 포스트시즌 진출에 기여했다. 롤드컵 선발전을 통해 롤드컵 본선 진출에 성공했다. 롤드컵 2018에서는 팀의 플레이인 통과 및 조별리그 통과에 기여했다. 8강에서도 로열 네버 기브업을 상대로 승리하면서 팀의 4강 진출에 기여했다. 4강전 시작전 태극기 세레머니를 하며 화제를 모으기도 했다.
2019시즌을 앞두고 로그에 입단했다. 스프링 시즌에는 좋지 못한 모습을 보여주었으며 2군팀으로 강등당했다.
2019 서머 시즌을 앞두고 플라이퀘스트에 입단했다. 시즌 초반에서는 비자 문제로 출전하지 못했다. 이후 주전 서포터로 활동했다. 이후 FA신분이 되었다.
2020 서머 승강전을 앞두고 그리핀에 입단하면서 선수로 복귀했다. 하지만 그리핀의 강등을 막지 못했다. 승강전 이후 팀에서 퇴단했다.
2021시즌을 앞두고 올 나이츠에 입단하면서 현역에 복귀했다. 오프닝 시즌에서는 팀의 포스트시즌 진출을 이끌었다. 클로징 시즌 중 현역에서 은퇴를 선언했다.

## 해설가 경력
2020 스프링 시즌 LCK 분석데스크에 합류했다. 2020 서머 승강전을 앞두고 현역으로 복귀하여 분석데스크에서 빠지게 되었다. 그리핀에서 퇴단한 이후 다시 복귀했다. 이후 2020 미드 시즌 컵에서 해설을 맡았으며 2020 서머 시즌 LCK 해설로 복귀했다.

## 소속팀
| # | 팀명               | 소속 기간             | 소속 리그 | 비고 |
| - | ------------------ | --------------------- | --------- | ---- |
| 1 | 라이징 스타 게이밍 | 2016.05~2016.09       | CK        |      |
| 2 | 스베누 코리아      | 2016.09~2016.10       | CK        |      |
| 3 | 팀 로캣            | 2017.01~2017.12       | LEC       |      |
| 4 | G2 e스포츠         | 2017.12~2018.11       | LEC       |      |
| 5 | 로그               | 2018.11.30~2019.05    | LEC       |      |
| 6 | 플라이퀘스트       | 2019.05.17~2019.11.09 | LCS       |      |
| 7 | 그리핀             | 2020.04.18~2020.05.21 | LCK       |      |
| 8 | 올 나이츠          | 2020.12.03~2021.07.02 | LLA       |      |

## 수상 내역
- 리그 오브 레전드 유러피언 챔피언십 스프링 2018 준우승
- 리프트 라이벌즈 2018 우승
- 리그 오브 레전드 월드 챔피언십 2018 4강

## 사건 사고

### 계정 공유 사건
2022년 1월 초, 와디드가 본인의 리그 오브 레전드 계정을 타인과 공유한 정황이 확인되었다. 해당 정황을 거짓으로 일관하던 중 2022년 1월 6일 해당 사실을 인정하고, 참여 중인 리그 오브 레전드 사설 대회, 자낳대(자본주의가 낳은 대회)의 감독직에서 물러났다.